# Ladislav Takács
Ladislav "Laco" Takács (Františkovy Lázně, 15 juli 1996) is een Tsjechisch voetballer. 
Takács staat momenteel onder contract bij FK Teplice. Hij maakte zijn debuut op 10 maart 2014 toen hij in de 90ste minuut mocht invallen in een wedstrijd tegen Slavia Praag.
Voor het Europees kampioenschap onder 21 in 2015 maakte Takács deel uit van de Tsjechische selectie.

## Clubstatistieken
| Seizoen | Club       | Competitie              | Competitie | Competitie | Beker | Beker | Internationaal | Internationaal | Totaal | Totaal |
| Seizoen | Club       | Competitie              | Wed.       | Dlp.       | Wed.  | Dlp.  | Wed.           | Dlp.           | Wed.   | Dlp.   |
| ------- | ---------- | ----------------------- | ---------- | ---------- | ----- | ----- | -------------- | -------------- | ------ | ------ |
| 2013/14 | FK Teplice | 1. česká fotbalová liga | 4          | 0          | 0     | 0     | —              | —              | 4      | 0      |
| 2014/15 | FK Teplice | 1. česká fotbalová liga | 21         | 1          | 2     | 1     | —              | —              | 23     | 2      |
| Totaal  | Totaal     | Totaal                  | 25         | 1          | 2     | 1     | 0              | 0              | 27     | 2      |

Bijgewerkt op 17 juni 2015.